# Nigel Owens
Nigel Owens (nacido el 18 de junio de 1971 en Mynyddcerrig, cerca de Llanelli, Gales) es un árbitro galés de nivel internacional de rugby.

## Trayectoria
Es un árbitro internacional y de la Heineken Cup, y fue el único árbitro galés en la Copa Mundial de Rugby de 2007 en Francia. Owens fue nombrado árbitro internacional en 2005 y el año siguiente arbitró su primer partido internacional entre Irlanda y Japón en Osaka. Junto con Wayne Barnes de Inglaterra y Marius Jonker de África del Sur, hizo su debut en la Copa Mundial en Lyon, Francia, el 11 de septiembre de 2007 en el partido Argentina contra Georgia.
En mayo de 2007 salió públicamente del armario en una entrevista con Wales on Sunday. Aunque las reacciones han sido en su mayoría positivas, fue una decisión difícil. Owens había incluso barajado el suicidio.

Ser gay es un tabú tan grande en mi trabajo, que tuve que pensar mucho sobre ello, porque no quería poner en peligro mi carrera. Salir del armario fue muy difícil e intenté vivir con quien era realmente durante años. Sabía que era 'diferente' desde finales de la adolescencia, pero sólo estaba viviendo una mentira.
Owens

Owens vive en Pontyberem, Gales del Sur.